# 坎頓 (北卡羅萊納州)
坎頓（英語：Canton）是一個位於美國北卡羅萊納州海伍德縣的城鎮。

## 人口
根據2020年美國人口普查的數據，坎頓的面積為9.63平方千米，皆為陸地。當地共有人口4422人，而人口密度為每平方千米459人。